# Lista de pessoas que desceram as cataratas do Niágara
Esta é uma lista de pessoas, animais e objetos, que desceram as cataratas do Niágara.
Durante a história, muitos objetos, sejam eles naturais ou artificiais, desceram as Cataratas do Niágara. Algumas destas tentativas resultaram em acrobacias bem-sucedidas, porém outras se tornaram graves acidentes, alguns deles fatais. A primeira pessoa que se teve notícia que desceu as Cataratas foi Annie Edson Taylor, a qual utilizou um barril para descer em 1901. Setenta e dois anos antes, Sam Patch pulou de uma plataforma adjascente para a Goat Island, localizada na cidade de Nova Iorque. Uma estimativa aponta que cerca de 5000 corpos foram encontrados no pé das quedas desde 1850, e que cerca de 40 pessoas são mortas todo ano afogando-se nas cataratas, muitas delas por suicídio. Outro estudo aponta que o número entre suicidas chega entre 50% a 70%, mas nada foi confirmado oficialmente. A taxa de sobrevivência das pessoas que tentam saltos ousados sobre as cataratas é de 75%.

## Estatísticas
- Até hoje, 17 pessoas tentaram este feito. Destas, 5 morreram, 11 sobreviveram sendo que 1 uma delas sobreviveu na primeira vez e acabou morrendo na segunda.
- Todas as pessoas que tentaram descer, aventuraram-se nas Cataratas de Ferradura (lado Canadense), em vez das Cataratas Americanas (que têm mais pedras).[1]

## Os Aventureiros
|         | Ano  | Nome                                         | Foto | Instrumento | Resultado          | Destaque                                                                                     | Informação | Ref.  |
| ------- | ---- | -------------------------------------------- | ---- | --- | ------------------ | -------------------------------------------------------------------------------------------- | --- | ----- |
| 1       | 1829 | Sam Patch (The Yankee Leaper)                |      | Pulou de uma plataforma localizada na Ilha de Goat. Meses depois, pulou novamente, agora com um público bem maior. | Sobreviveu         | Primeira pessoa conhecida a sobreviver a tal queda.                                          | | [ 2 ] |
| 2       | 1901 | Annie Edson Taylor                           |      | barril de salmoura modificado (impermeável) | Sobreviveu         | Primeira pessoa a descer as cataratas do Niágara dentro de um barril.                        | * Terminou a aventura com apenas um corte na cabeça * Este fato lhe rendeu a alcunha de "Heroína das Cataratas do Niágara" | [ 3 ] |
| 3       | 1911 | Bobby Leach                                  |      | barril de aço | Sobreviveu         | Primeiro homem a descer as cataratas do Niágara dentro de um barril                          | * Terminou a aventura com o maxilar e as duas rótulas quebradas, e ficou os seis meses seguintes no hospital. *Em 1926, durante uma turnê de publicidade na Nova Zelândia, Leach machucou a perna quando escorregou em uma casca de laranja (de acordo com alguns relatos, era uma casca de banana ). A perna infeccionou, e eventualmente foi exigida a amputação da perna. Apesar deste procedimento extremo, Bobby Leach morreu devido a complicações dois meses depois. | [ 4 ] |
| 4       | 1920 | Charles Stephens                             |      | barril russo, muito pesado, feito de carvalho. | Morreu             | Primeira pessoa a morrer na tentativa de descer as cataratas do Niágara dentro de um barril. | * Quando o barril atingiu a água na base das Cataratas, a bigorna quebrou o fundo do barril levando Charles com ela. Tudo o que se conseguiu recuperar foi seu braço direito ainda amarrado nas tiras. - Sua história foi contada no documentário da Discovery Channel As Mais Estranhas Formas de Morrer (Capítulo: O ator, o aventureiro e a banhista) | [ 5 ] |
| 5       | 1928 | Jean Albert Lussier                          |      | Grande bola de borracha de 1,8 metros que era ligada por ataduras de aço e 32 tubos internos que serviam para absorver o choque. O instrumento ganhou o nome de "The Ball". | Sobreviveu         |                                                                                              | | [ 6 ] |
| 6       | 1930 | George Stathakis                             |      | barril bastante pesado | Morreu             | 2a morte                                                                                     | O barril ficou preso atrás da cortina d'água e não pôde ser removido durante 18 horas. Embora acredite-se que ele tenha sobrevivido ao mergulho, ele só tinha ar suficiente para três a oito horas e acabou morrendo. | [ 6 ] |
| 7       | 1951 | William Red Hill Jr.                         |      | frágil embarcação feita de 13 tubos internos unidos por tiras e envolvidos por uma rede de pescaria. Ele chamou sua embarcação de "The Thing". | Morreu             | 3a morte                                                                                     | Foi o clamor do público após a morte de Red Hill que tornou ilegal a descida das Cataratas do Niágara. | [ 7 ] |
| 8       | 1961 | Nathan Boya                                  |      | esfera de aço embrulhada em seis camadas de borracha, sobre as quais havia uma folha de metal e outra camada de borracha, chamada de "Plunge-O-Sphere" | Sobreviveu         | Talvez a primeira pessoa a descer as Cataratas sem esperar por fama e dinheiro               | * Exceto uma forte pancada nas pedras que amassou "A Bola", Nathan e sua embarcação emergiram ilesos. * Ele foi multado em US$ 100 e teve que pagar US$ 13 na corte por violar a Lei dos Parques do Niágara |       |
| 9       | 1984 | Karel Soucek                                 |      | Barril foi construído com uma madeira leve e plástico pesado no fundo (para dar equilíbrio), de forma que ele tivesse certeza de que seus pés fossem os primeiros a descer. Ele tinha um rádio de duas vias para poder se comunicar durante o mergulho                                                  | Sobreviveu         |                                                                                              | * Ele só teve alguns cortes no rosto devido ao seu relógio de pulso Foi multado em US$ 500,00. |       |
| 10      | 1985 | David Munday                                 |      | Barril de aço. Ele levou um rádio de duas vias, mas não levou tanques de ar. | Sobreviveu         |                                                                                              | * Ele só teve alguns cortes no rosto devido ao seu relógio de pulso Foi multado em US$ 500,00. |       |
| 11      | 1985 | Steve Trotter                                |      | construiu seu barril usando dois barris de conserva gregos, reforçando-o com fibra de vidro e madeira e com tubos internos. Ele preencheu o interior com o material que o exército usa para embrulhar mísseis nucleares. Dentro do barril ele tinha um rádio de duas vias e um tanque de ar tipo SCUBA. | Sobreviveu         | mais jovem homem a descer as Cataratas.                                                      | |       |
| 12      | 1988 | Peter Debernardi e Jeffrey (Clyde) Petkovich |      | desceram as Cataratas num barril de 1,5 m x 3 m. Posicionaram-se sentados frente a frente e usando capacetes de hockey | Ambos Sobreviveram | primeira dupla a descer as Cataratas juntos em um barril.                                    | * Estavam fazendo uma campanha contra as drogas tentando mostrar para as crianças que existiam coisas melhores para se fazer. |       |
| 13      | 1990 | Jesse W. Sharp                               |      | caiaque de 3,6 metros | Morreu             | 4ª morte                                                                                     | * Seu corpo nunca foi encontrado. |       |
| 10      | 1992 | David Munday                                 |      | barril de aço, pintado de branco e vermelho, com as palavras "Dave Munday desafia as Cataratas do Niágara pela última vez". Ele levou um rádio de duas vias, mas não levou tanques de ar. | Sobreviveu         | primeira pessoa a descer as Cataratas duas vezes.                                            | * Ele só teve alguns cortes no rosto devido ao seu relógio de pulso Foi multado em US$ 500,00. |       |
| 11 / 14 | 1995 | Steve Trotter e Lori Martin                  |      | barril foi feito de dois aquecedores d'água soldados, revestidos com Kevlar e eles tinham tanques de ar que forneceriam ar para os dois durante 1 hora e 20 minutos | Ambos Sobreviveram |                                                                                              | * Steve ficou duas semanas preso e pagou uma multa de US$ 5 mil. Seu companheiro, Lori Martin, pagou uma multa de US$ 2 mil. |       |
| 15      | 1995 | Robert Overacker                             |      | jet ski + paraquedas com impulsão | Morreu             | 5ª morte                                                                                     | * Seu corpo foi resgatado por trabalhadores do barco de turismo de Maid of the Mist. |       |
| 16      | 2003 | Kirk Jones                                   |      | o próprio corpo (sem nenhuma proteção) | Sobreviveu         | Primeira pessoa a sobreviver sem usar equipamentos de proteção.                              | * Após sua proeza, um circo do Texas ofereceu a Kirk um emprego como "o maior dublê do mundo". Ele ficou rico falando sobre a sua triunfante viagem pelas Cataratas do Niágara com apenas as roupas do corpo. |       |
| 17      | 2017 | Kirk Jones                                   |      | bola inflável | Morreu             |                                                                                              | * Seu corpo foi encontrado 19 km rio abaixo, após encontrarem a bola vazia, girando na base das Cataratas do Niágara. |       |

## Curiosidades
- Esta tentativa de descer as cataratas do Niágara é mostrada até em desenhos animados. No episódio Niagara Fools (br: Vamos às cataratas) da animação do Pica-Pau, o Pica-Pau tenta descer as cataratas em um barril, inicialmente sem sucesso, pois o guarda local cumpre leis, que proíbem que pessoas desçam as cataratas em barris, mas sempre acidentalmente acaba caindo no barril, que cai sobre o salto, fazendo com que transeuntes no meio da queda d'água aclamem o feito.[9]
- Em 1990, o mágico David Copperfield supostamente teria entrado para este seleto grupo.[10] Porém, anos mais tarde foi-se revelado que tudo não passou de um truque.[11]